# Miguel Hidalgo, Jiquipilas
Miguel Hidalgo är en ort i Mexiko.   Den ligger i kommunen Jiquipilas och delstaten Chiapas, i den sydöstra delen av landet, 700 km sydost om huvudstaden Mexico City. Miguel Hidalgo ligger 545 meter över havet och antalet invånare är 658.
Terrängen runt Miguel Hidalgo är varierad. Runt Miguel Hidalgo är det ganska glesbefolkat, med 30 invånare per kvadratkilometer. Närmaste större samhälle är Cintalapa de Figueroa, 15,1 km norr om Miguel Hidalgo. I omgivningarna runt Miguel Hidalgo växer huvudsakligen savannskog.